# حوت خارودا
حوت خارودا (الاسم العلمي: †Kharodacetus) هو جنس من الثدييات المنقرضة يتبع فصيلة الحيتان الأولية من رتبة مزدوجات الأصابع.